# Sauromates II
Sauromates II, właśc. Tyberiusz Juliusz Sauromates II Filokajsar Filoromajos Eusebes (gr.:  Τιβέριος Ἰούλιος Σαυροματης Φιλόκαισαρ Φιλορώμαίος Eυσεbής, Tibérios Ioúlios Sauromatēs Filorṓmaíos Eusebḗs) (zm. 211) – król Bosporu z dynastii Asandrydów od 174 do swej śmierci. Drugi syn króla Bosporu Tyberiusza Juliusza Remetalkesa Filokajsara Filoromajosa Eusebesa i nieznanej z imienia królowej.
Sauromates II otrzymał imię na cześć pradziadka ojczystego Tyberiusza Juliusza Sauromatesa I. Przez swego ojca miał perskich, greckich, rzymskich i trackich i zapewne sarmackich przodków. Był bowiem potomkiem różnych dynastii i rodów: pontyjskich Mitrydatydów, syryjskich Seleucydów, macedońskich Antypatrydów, macedońskich Antygonidów, trackiej dynastii sapejskiej, Antoniuszów rzymskich. Poprzez triumwira rzymskiego Marka Antoniusza, był spokrewniony z różnymi członkami rzymskiej dynastii julijsko-klaudyjskiej, pierwszej dynastii rządzącej cesarstwem rzymskim.
W 174 r. Sauromates II wstąpił na tron bosporański po śmierci starszego brata Tyberiusza Juliusza Eupatora Filokajsara Filoromajosa Eusebesa. Na zachowanych monetach jego tytuł królewski w języku greckim brzmi ΒΑCΙΛEѠC CΑΥΡΟΜΑΤΟΥ („[Moneta] króla Sauromatesa”). Był współczesny panowaniu cesarzy rzymskich Marka Aureliusza, Kommodusa, Pertynaksa, Didiusza Juliana, Septymiusza Sewera i Karakalli.
W 193 r. Sauromates II był zajęty w prowadzonych przez siebie kampaniach wojennych przeciw Scytom i szczepom Syrachów. Odniósł sukces w pobiciu tych ludów. To wydarzenie jest znane dzięki inskrypcji znalezionej w Tanais poświęconej i świętującej militarne zwycięstwa króla. Poza tym wydarzeniem niewiele wiemy o jego życiu i panowaniu. Sauromates II poślubił nieznaną z imienia kobietę. Z tego małżeństwa miał zapewne tylko jednego syna, Tyberiusza Juliusza Reskuporisa II, przyszłego króla bosporańskiego. Na podstawie zachowanych monet, Sauromates wydaje się być osobą religijną, która była zaangażowana w oddawaniu czci bogini Afrodyty i jej kultu.